# Filip Apostoł

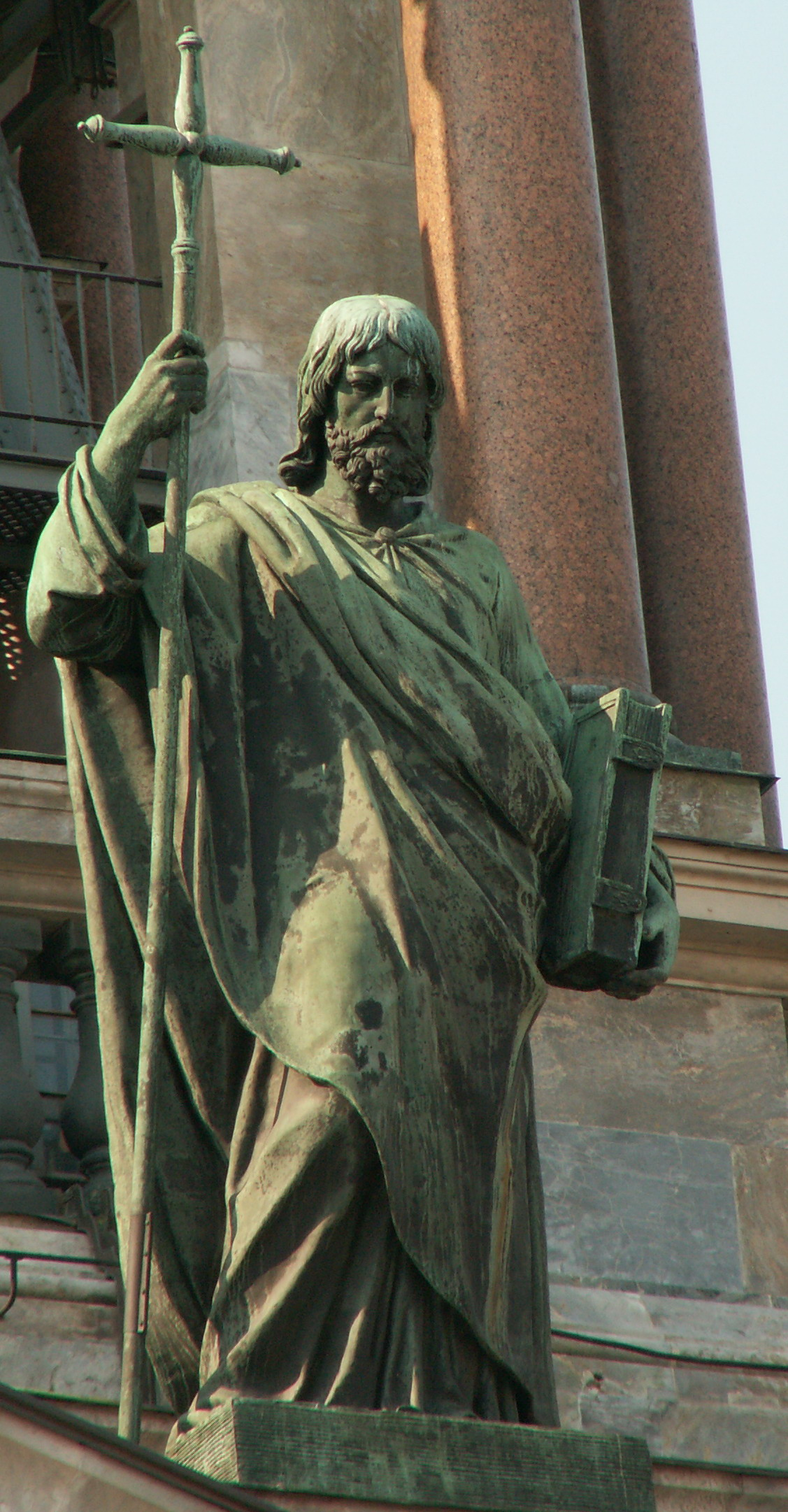
Apostoł Filip

Filip Apostoł (cs. Апостол Филип; zm. ok. 81 prawdopodobnie w Hierapolis) – jeden z dwunastu apostołów Jezusa, święty Kościoła katolickiego, anglikańskiego, ewangelickiego, ormiańskiego, koptyjskiego oraz prawosławnego. Święty ten wymieniany jest w Communicantes 1. Modlitwy Eucharystycznej (Kanonu rzymskiego).

## Życiorys
Pochodził z Betsaidy i uważa się, że był żonaty oraz ojcem kilku córek. Wymieniany w Ewangelii św. Jana Filip był uczniem Jana Chrzciciela i przyjacielem  Andrzeja. Jako piąty wymieniany jest w gronie wybranych przez Jezusa Chrystusa apostołów (BT J 1,43). To on przyprowadził do Jezusa Bartłomieja (BT J 1,46).

W czasie zgromadzenia za Jeziorem Galilejskim, wystawiony na próbę, powiedział do Chrystusa:

Za dwieście denarów nie wystarczy chleba, aby każdy z nich mógł choć trochę otrzymać.(BT J 6,7)

Filip Apostoł pośredniczył w organizacji oddania hołdu przez grupę Greków (BT J 12,21-22). Ostatnim zapisem dotyczącym tej postaci jest jego wypowiedź w czasie Ostatniej Wieczerzy w wieczerniku:

Panie, pokaż nam Ojca, a to nam wystarczy.(BT J 14,8)

O jego losach po wniebowstąpieniu nic pewnego nie można powiedzieć. Według Historii Kościelnej Euzebiusza z Cezarei zmarł w Hierapolis (to samo źródło podaje, że tam też zmarły jego dwie córki).
Tradycja wschodnia podaje, że Filip głosił Ewangelię w krainie Partów, Grecji, Scytii (okolice Donu i Dniepru), Lidii, Frygii (Azja Mniejsza) i Azocie. Został powieszony na słupie w Hierapolis, we Frygii, w 80 roku n.e. Inna relacja podaje, iż został ukrzyżowany i ukamienowany.
Nie powinno się mylić apostoła Filipa z ewangelistą Filipem, który był jednym z siedmiu diakonów wyznaczonych przez kościół w Jerozolimie (Dzieje Ap. 6:1-7; 8:5-13,26-40; 21:8). Jako Apostoł, Filip posiadał moc przekazywania darów Ducha.

## Kult
Kult apostoła rozwijał się dzięki bogatym pracom hagiograficznym powstałych na podstawie apokryfów: Ewangelia Filipa, Dzieje Filipa, Pseudo-Abdiasz, a także Złotej legendy i wielu innych tekstów, i legend. Zgodnie z tradycją przyjmuje się, że apostoł zginął śmiercią męczeńską, przez przywiązanie do krzyża w kształcie litery T. W Rzymie kult Filipa Apostoła zainicjowało sprowadzenie w VI wieku relikwii Filipa i Jakuba Młodszego do bazyliki 12 Apostołów wzniesionej za papieży Pelagiusza I i Jana III.

## Dzień obchodów
Jego wspomnienie liturgiczne w Kościele katolickim i ewangelickim obchodzone jest od 1955 roku 3 maja (wcześniej razem ze św. Jakubem Młodszym, zw. Mniejszym, 1 maja). W Polsce wspomnienie obchodzone jest 6 maja, jako święto liturgiczne razem ze św. Jakubem, Apostołem. 
W Kościele anglikańskim i ewangelickim świętego wspomina się 1 maja, a w ewangelickim również 3 maja.
W Kościołach mariawickich wspomnienie św. Jakuba i Filipa Apostoła obchodzone jest 1 maja.
Cerkiew prawosławna wspomina Filipa dwukrotnie: 
- 14/27 listopada[c], tj. 27 listopada według kalendarza gregoriańskiego,
- 30 czerwca/13 lipca, tj. 13 lipca (Sobór dwunastu apostołów)[6].

W Kościołach wschodnich (ormiańskim i koptyjskim), z uwagi na liturgię według kalendarza juliańskiego, wspomnienie przypada 14/27 listopada.

## Patronat
Święty Filip jest patronem miast: Sorrento, Dieppe, Philippeville, Brabant i Luksemburg, Spira, Philippsburg i Antwerpia.

## Ikonografia
W ikonografii wczesnochrześcijańskiej i bizantyjskiej apostoł przedstawiany jest jako bezbrody młodzieniec bez szczególnych cech indywidualnych. Ma na sobie zwykłe szaty, jakie nosili inni apostołowie, a w ręce księgę lub zwój, charakterystyczne również wyobrażeniom innych uczniów Chrystusa. 
Sztuka zachodnia przedstawia go natomiast jako starszego, brodatego i często łysego mężczyznę z krzyżem bądź belką od krzyża jako atrybutem. Niekiedy apostoł trzyma w ręce kamienie - znak męczeństwa, innym znów razem towarzyszy mu anioł.
Atrybutami św. Filipa są: krzyż łaciński w kształcie litery T (czasami odwrócony), wąż lub smok, chleb, ryba i kamień.

## Galeria

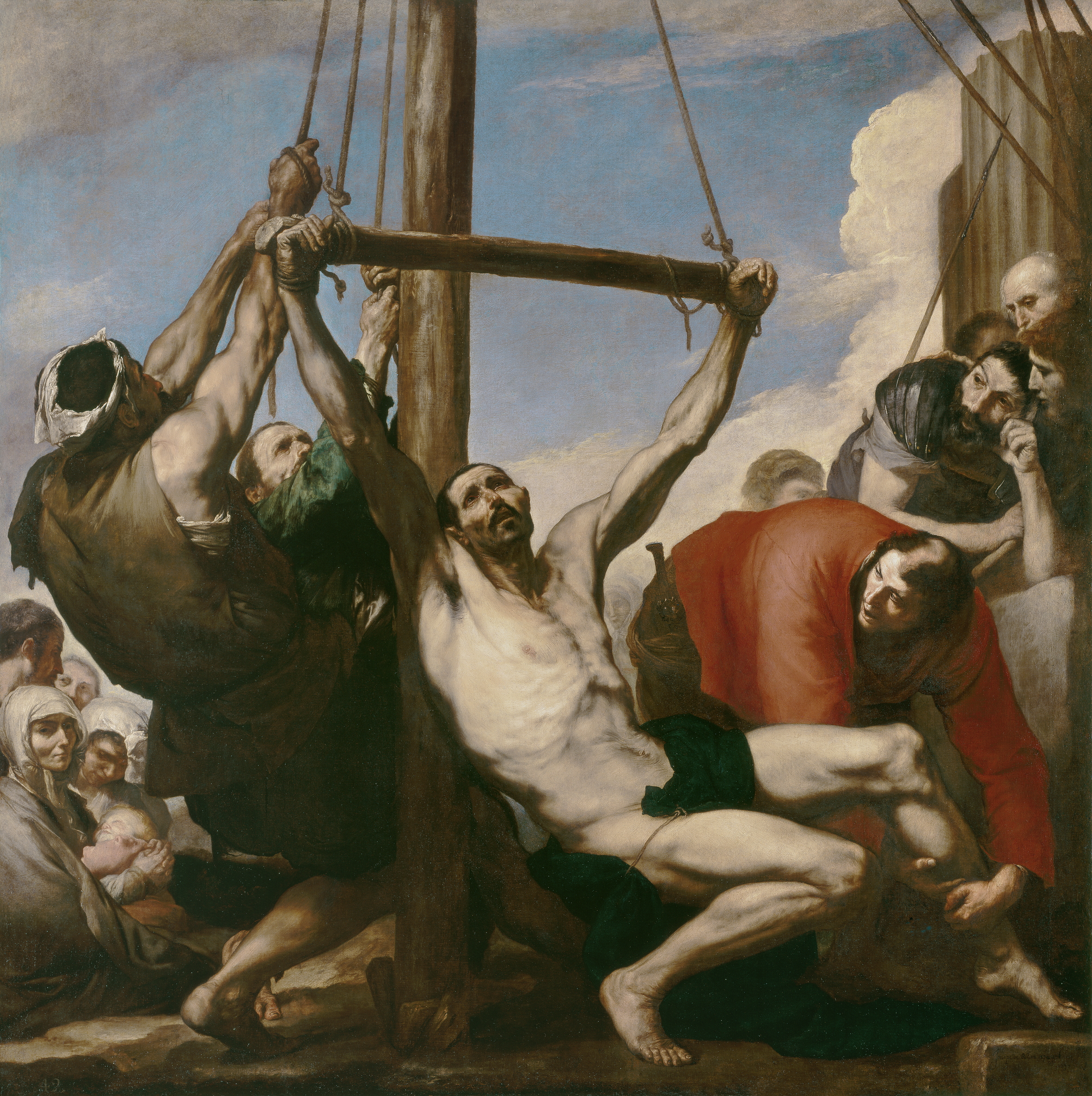
Męczeństwo Świętego Filipa Apostoła, Jusepe de Ribera (1639), Museo del Prado w Madrycie
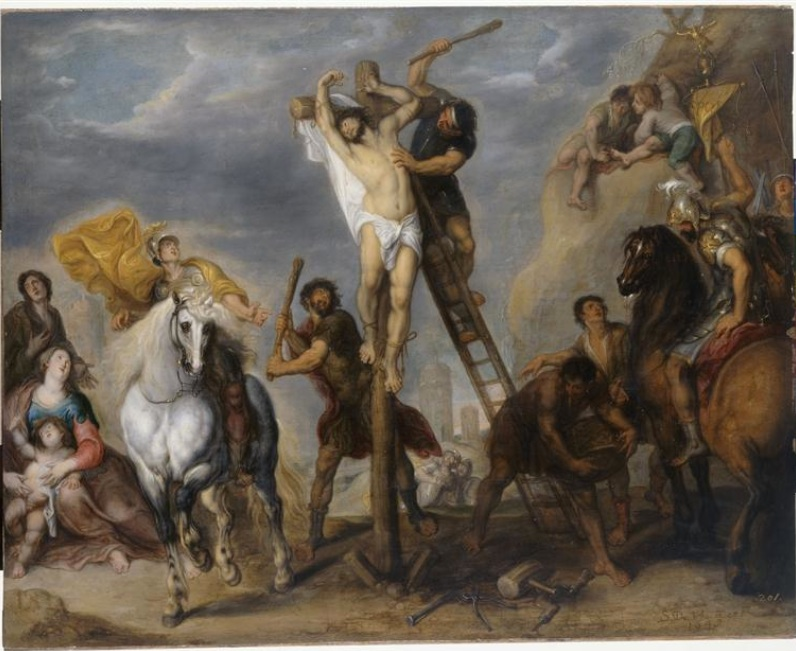
Męczeństwo Świętego Filipa, Simon de Vos (1645–1648), Królewskie Muzeum Sztuk Pięknych w Antwerpii
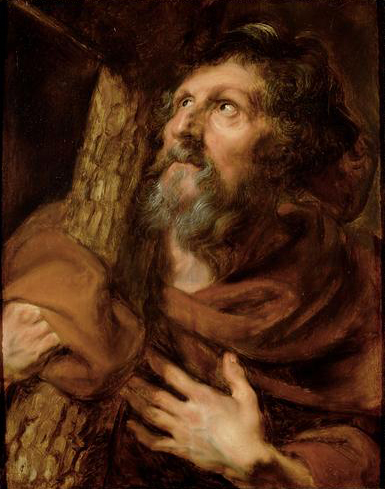
Święty Filip, obraz Antoona van Dycka (ok. 1619-1621), Muzeum Historii Sztuki w Wiedniu
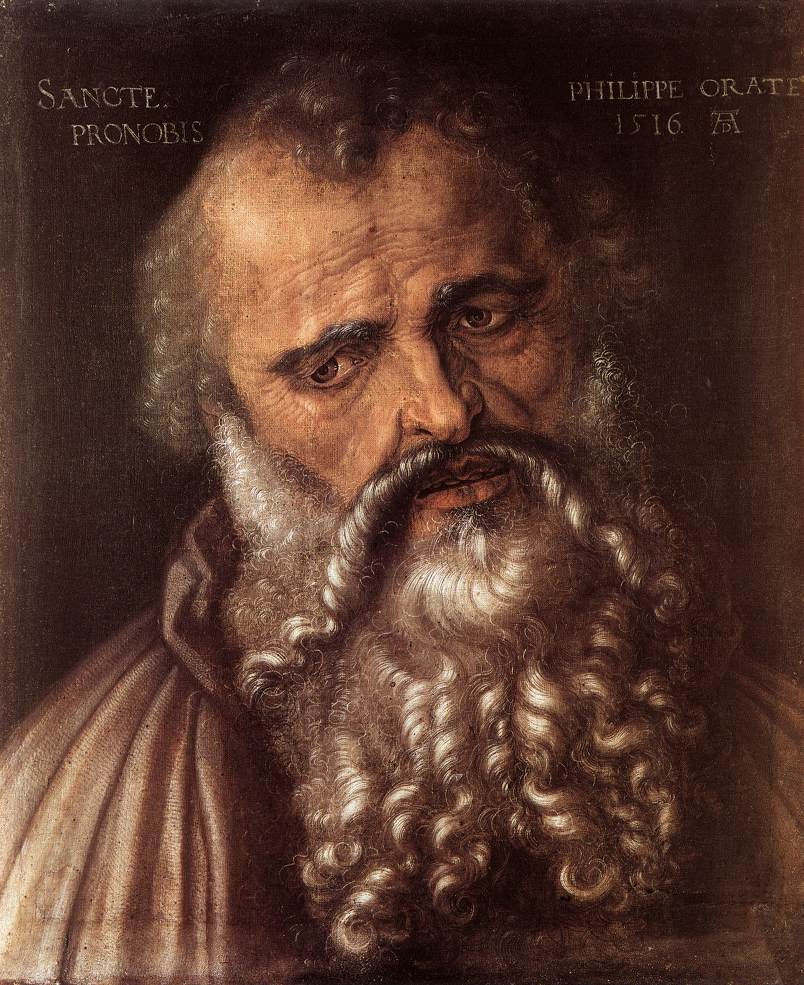
Święty Filip, obraz Albrechta Dürera (1516), Galeria Uffizi, Florencja